# Oude Frederikskazerne

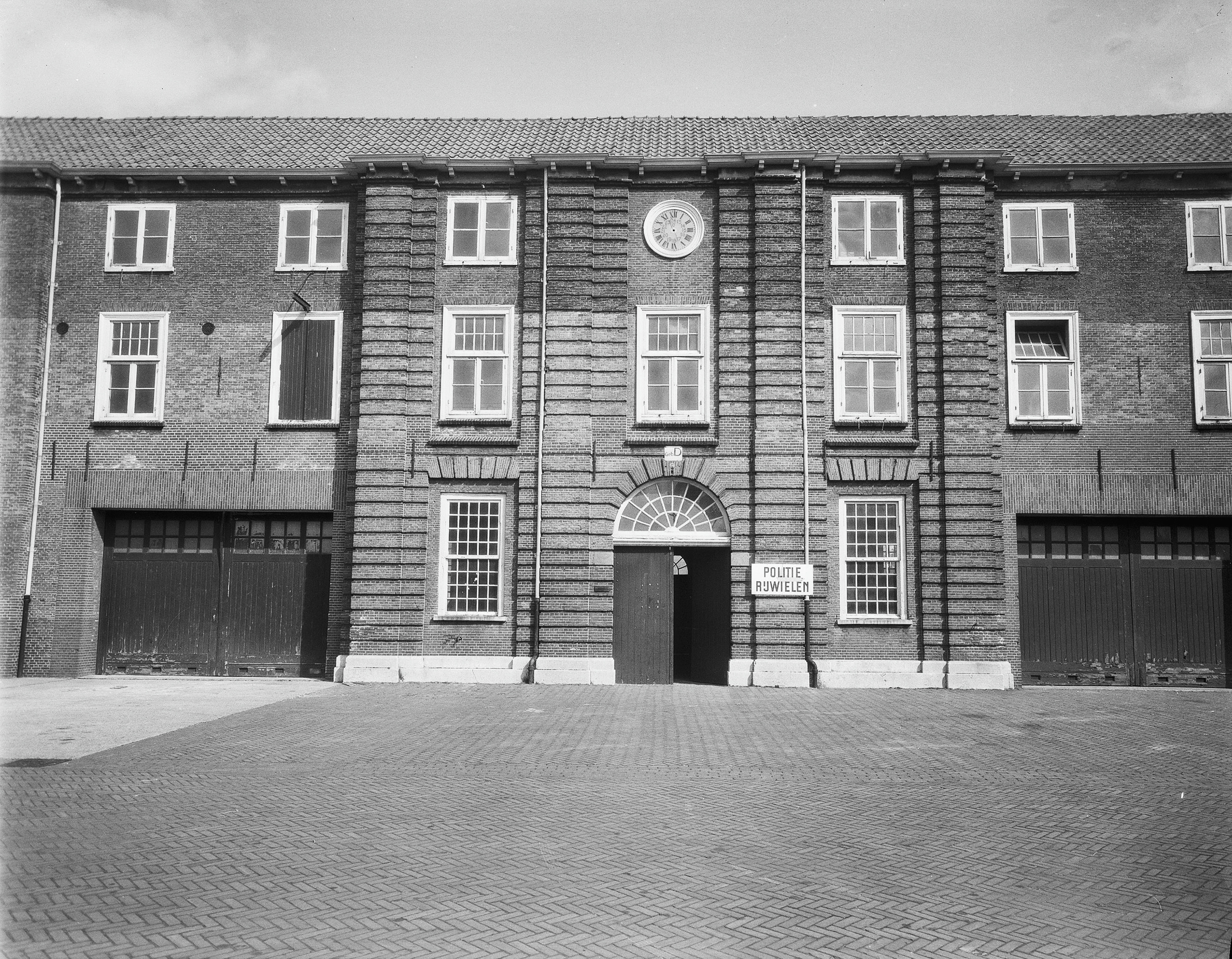
De oude Frederikskazerne in 1961

De Frederikskazerne was de oudste kazerne in Den Haag en werd in 1770-1771 gebouwd en lag toen net buiten de stadssingel (nu Mauritskade), in het verlengde van de Denneweg. 

## Geschiedenis
De grond aan de verlengde Denneweg werd in 1770 in opdracht van stadhouder Willem V gekocht om de bouw van de Frederikskazerne mogelijk te maken. De kazerne was voor de artillerie bestemd en bestond eerst alleen uit een manege en stalgebouwen, ontworpen door Pieter de Swart.
Na de komst van het koningshuis werd in 1824 de Oranjekazerne aan de Mauritskade gebouwd. De Alexanderkazerne (1841-1848) aan de huidige Burgemeester Patijnlaan werd als derde kazerne in Den Haag gebouwd.
In 1827 kreeg de kazerne de naam Frederikskazerne, genoemd naar Prins Frederik, de tweede zoon van koning Willem I. Vanaf dat jaar werden er manschappen gelegerd in een voormalige particuliere woning naast de kazerne, waar tot 1825 de Kurassiers verbleven. De aanwezigheid van de kazerne trok allerlei ambachtslieden aan die in de buurt kwamen wonen. Later kregen de officieren een huis aan de Nassaulaan, naast de stallen die door Koning Willem II werden gebouwd.
In 1862 werd er een verbinding gemaakt tussen de Laan van Schuddegeest en de Frederikstraat, waardoor de Frederikstraat meer toegankelijk werd. In 1865 werd er een verdieping op het gebouw aangebracht om meer soldaten te kunnen huisvesten.
De laatste jaren was de Inspectie Geneeskundige Dienst KL er gevestigd. De laatste commandant was generaal-majoor-arts J.W. Hartman. De kazerne werd rond 1968 afgebroken. Er staat nu een flatgebouw.